# چاک وپنر
چارلز وپنر (انگلیسی: Charles Wepner؛ زادهٔ ۲۶ فوریهٔ ۱۹۳۹ در نیویورک) معروف به چاک وپنر یک بوکسور سنگین‌وزن اهل ایالات متحده آمریکا است.

## آغاز زندگی
چارلز وپنر در نیویورک زاده شد. پس از جدایی پدرومادرش در یکسال‌ونیمگی، مادرش او را به بایون در نیوجرسی برد و بزرگ کرد. به همین دلیل به او لقب توهین‌آمیز  «خونین و مالین بایون» می‌دهند.
زندگی در محله‌های فقیر و خلافکار باعث شد دعوا و قدرت مشت را فرابگیرد. او در آغاز در تیم بسکتبال مدرسه خود در رقابت‌های محلی بازی می‌کرد. اما هنگامیکه فهمید با دعوا می‌تواند پول بیشتری بدست بیاورد ورزش بوکس را انتخاب کرد. وپنر با دیدن فیلم «رزم بانگ» (Battle Cry) در ۱۶ سالگی علاقه‌مند به خدمت در نیروی دریایی آمریکا شد. او مادرش را راضی کرد که مدارکش را امضا کند تا در سن کم به طور غیرقانونی در نیروی دریایی ثبت‌نام کرد. سه سال بعد اما از نیروی دریایی خارج شد و دوباره به بوکس پرداخت.

## زندگی حرفه‌ای
چاک وپنر از ۱۹ سالگی وارد رقابت‌های بوکس شد. مبارزه او با سانی لیستون در سال ۱۹۷۰ او را پرآوازه کرد. دماغ وپنر در این رقابت شکست و ۷۱ بخیه خورد.
به عنوان یک مدعی در رده‌بندی جهانی و بر سر کسب قهرمانی سنگین‌وزن جهان در سال ۱۹۷۵ او در یک رقابت ۱۵ راندی پا با محمد علی کلی مبارزه کرده و در نهایت تعجب در ثانیه ۱۹ راند پانزدهم (راند آخر) از محمد علی کلی قهرمان سنگین‌وزن جهان شکست خورد. او در پایان این مسابقه ۲۳ بخیه خورد.
وپنر همچنین بردهای قابل توجهی در مقابل رندی نیومان (Randy Neumann) و قهرمان اسبق وزن جهان ارنی ترل (Ernie Terrell) به دست آورد. او همچنین آخرین فردی بود که با بوکسور سنگین‌وزن سانی لیستون (Sonny Liston) مبارزه کرد.
سایر اتفاقات زندگی چاک وپنر عامل ارتباط او در فیلم چاک بود. همچنین او و زندگیش دستمایه و موضوع فیلم «دعوا» (۲۰۱۹) (به انگلیسی: The Brawler) است.
یکی از تماشاچیان مسابقه پیروزی چاک وپنر بر محمد علی کلی از تلویزیون، سیلوستر استالونه بود. او با الهام از برد چاک وپنر، فیلمنامه فیلم راکی را در ۳ روز و نیم نوشت که پرفروش‌ترین فیلم ۱۹۷۶ و برنده ۳ جایزه اسکار شد.
چاک وپنر در طول دوران ورزشی خود ۳۲۸ بخیه خورده و بینی او ۹ شکسته شده است. همچنین به دیگر اندام‌های او آسیب وارد شده است. او فقط از یخ برای کم کردن درد استفاده کرد.
وپنر به بخش ورزشی بی‌بی‌سی گفت: «تا بخواهید خونین و مالین شده‌ام، اما هیچ وقت موجب توقف من نشده است.»
چاک وپنر همزمان برای پول بیشتر مشروبات الکلی می‌فروخت.

## پس از بوکس
چاک وپنر در سال ۱۹۷۹ از بوکس کناره‌گیری کرد. او به مصرف کوکائین رو آورد. این موضوع باعث شد نتواند در فیلم راکی ۲ در کنار استالونه بازی کند. چاک وپنر در سال ۱۹۸۵ به دلیل مصرف مواد مخدر به ۱۰ سال زندان محکوم شد. اما زندان برای او جای جذابی شد. او می‌گفت: «هرجایی که می‌رفتم، افراد فریاد می‌کشیدند، قهرمان، قهرمان و به من می‌گفتند: "چطوری چاک؟"». در نهایت پس از سه سال زندان عفو گرفت و بیرون آمد.
چاک وپنر در سال‌های بعد از استالونه به دلیل کپی‌رایت راکی از روی شخصیت خود شکایت کرد. آن شکایت در سال ۲۰۰۶ با پرداخت مبلغ نامشخصی بسته شد. اما همچنین وپنر را به طور رسمی الهام بخش راکی دانست. بر پایه این پرونده، حق داشت که بدون مشکل قانونی در مورد زندگی خود فیلم بسازد. او فیلم زندگی خود به نام چاک را در سال ۲۰۱۶ ساخت.

## کارنامه بوکس حرفه‌ای
| ۳۵ برد (۱۷ ناک اوت), ۱۴ باخت, ۲ مساوی |         |                  |            |      |            |                                                                                    | |
| نتیجه                                 | امتیاز  | حریف             | ثبت        | راند | تاریخ      | محل                                                                                | توضیح |
| باخت                                  | 35-14-2 | Scott Frank      | PTS        | ۱۲   | 26/09/1978 | Ice World, توتووا، نیوجرسی، نیوجرسی، ایالات متحده آمریکا                           | Lost USA New Jersey State Heavyweight title. جرسی جو وولکات was the referee. |
| برد                                   | 35-13-2 | Tom Healy        | ناک‌اوت     | ۵    | 02/06/1978 | Old Armory, جرزی سیتی، نیوجرسی، ایالات متحده آمریکا                                | |
| برد                                   | 34-13-2 | Johnny Blaine    | ناک‌اوت     | ۳    | 07/04/1978 | Embassy Hall, برگن شمالی، نیوجرسی، نیوجرسی، ایالات متحده آمریکا                    | |
| باخت                                  | 33-13-2 | Horst Geisler    | ناک‌اوت فنی | ۱۰   | 20/05/1977 | Broome County Arena, بینگهمتون، نیویورک، ایالت نیویورک، ایالات متحده آمریکا        | Wepner was knocked down in the 10th round. |
| باخت                                  | 33-12-2 | Mike Schutte     | PTS        | ۱۰   | 19/02/1977 | Wembley Stadium, ژوهانسبورگ، خاوتنگ، آفریقای جنوبی                                 | |
| باخت                                  | 33-11-2 | Duane Bobick     | ناک‌اوت فنی | ۶    | 02/10/1976 | Utica College Sports Complex, یوتیکا، نیویورک، ایالت نیویورک، ایالات متحده آمریکا  | Bout was stopped on cuts. |
| برد                                   | 33-10-2 | Tommy Sheehan    | ناک‌اوت فنی | ۲    | 06/05/1976 | کارنی، نیوجرسی، نیوجرسی، ایالات متحده آمریکا                                       | |
| برد                                   | 32-10-2 | Johnny Dolan     | ناک‌اوت     | ۳    | 19/11/1975 | فورت لادردیل، فلوریدا، فلوریدا، ایالات متحده آمریکا                                | |
| برد                                   | 31-10-2 | Johnny Evans     | ناک‌اوت فنی | ۴    | 19/11/1975 | پورتلند، مین، مین (ایالت), ایالات متحده آمریکا                                     | |
| باخت                                  | 30-10-2 | محمد علی کلی     | ناک‌اوت فنی | ۱۵   | 24/03/1975 | Richfield Coliseum, ریچفیلد، اوهایو، اوهایو، ایالات متحده آمریکا                   | For شورای جهانی بوکس and اتحادیه جهانی بوکس Heavyweight titles. Ali was knocked down in the 9th round taking a standing eight-count, clearly winded from Wepner's body shot. "Foot-stepping" controversy ensued. Wepner almost went the distance and was TKO'd with 19 sec. left in the 15th and final round. This fight was allegedly the inspiration for راکی. |
| برد                                   | ۳۰-۹-۲  | Terry Hinke      | ناک‌اوت فنی | ۱۱   | 03/09/1974 | Salt Palace, سالت‌لیک‌سیتی، یوتا، ایالات متحده آمریکا                                | Promoter Dick Sadler billed this for the American Heavyweight title. Wepner was penalized four points for assorted fouls. Hinke ruled down three times in 11th round. |
| برد                                   | ۲۹-۹-۲  | Charley Polite   | ناک‌اوت     | ۴    | 23/05/1974 | Embassy Hall, برگن شمالی، نیوجرسی، نیوجرسی، ایالات متحده آمریکا                    | |
| برد                                   | ۲۸-۹-۲  | Randy Neumann    | ناک‌اوت فنی | ۶    | 08/03/1974 | مدیسن اسکوئر گاردن، نیویورک، ایالت نیویورک، ایالات متحده آمریکا                    | Retained USA New Jersey State Heavyweight title. Neumann suffered a severe gash from a clash of heads. |
| برد                                   | ۲۷-۹-۲  | Billy Williams   | PTS        | ۱۰   | 17/01/1974 | Embassy Hall, برگن شمالی، نیوجرسی، نیوجرسی، ایالات متحده آمریکا                    | |
| برد                                   | ۲۶-۹-۲  | ارنی ترل         | PTS        | ۱۲   | 23/06/1973 | Convention Hall, آتلانتیک سیتی، نیوجرسی، نیوجرسی، ایالات متحده آمریکا              | Won vacant National Americas heavyweight title. |
| برد                                   | ۲۵-۹-۲  | Billy Marquart   | PTS        | ۱۲   | 15/03/1973 | Embassy Hall, برگن شمالی، نیوجرسی، نیوجرسی، ایالات متحده آمریکا                    | Retained USA New Jersey State Heavyweight title. |
| برد                                   | ۲۴-۹-۲  | John Clohessy    | PTS        | ۱۰   | 07/12/1972 | بایون، نیوجرسی، نیوجرسی، ایالات متحده آمریکا                                       | |
| برد                                   | ۲۳-۹-۲  | Randy Neumann    | PTS        | ۱۲   | 15/04/1972 | جرزی سیتی، نیوجرسی، ایالات متحده آمریکا                                            | Won USA New Jersey State Heavyweight title. |
| باخت                                  | ۲۲-۹-۲  | Randy Neumann    | PTS        | ۱۲   | 09/12/1971 | Embassy Hall, برگن شمالی، نیوجرسی، نیوجرسی، ایالات متحده آمریکا                    | Lost USA New Jersey State Heavyweight title. |
| برد                                   | ۲۲-۸-۲  | Mike Boswell     | ناک‌اوت فنی | ۱۰   | 14/10/1971 | Embassy Hall, برگن شمالی، نیوجرسی، نیوجرسی، ایالات متحده آمریکا                    | |
| برد                                   | ۲۱-۸-۲  | Jesse Crown      | ناک‌اوت     | ۴    | 16/09/1971 | Embassy Hall, برگن شمالی، نیوجرسی، نیوجرسی، ایالات متحده آمریکا                    | |
| باخت                                  | ۲۰-۸-۲  | Jerry Judge      | ناک‌اوت فنی | ۵    | 06/01/1971 | Catholic Youth Center, اسکرانتون، پنسیلوانیا، پنسیلوانیا، ایالات متحده آمریکا      | |
| باخت                                  | ۲۰-۷-۲  | Joe Bugner       | ناک‌اوت فنی | ۳    | 08/09/1970 | ومبلی آرنا، ومبلی، لندن، انگلستان، بریتانیا                                        | Cut eye stoppage. |
| باخت                                  | ۲۰-۶-۲  | سانی لیستون      | RTD        | ۹    | 29/06/1970 | Armory, جرزی سیتی، نیوجرسی، ایالات متحده آمریکا                                    | Wepner was knocked down by a body shot in the 5th round. Fight was stopped by a ring doctor after round 9 because of multiple cuts on Wepner's face. |
| برد                                   | ۲۰-۵-۲  | Manuel Ramos     | UD         | ۱۰   | 26/01/1970 | مدیسن اسکوئر گاردن، نیویورک، ایالت نیویورک، ایالات متحده آمریکا                    | |
| برد                                   | ۱۹-۵-۲  | Pedro Agosto     | PTS        | ۱۰   | 19/12/1969 | تئاتر هولو در مدیسن اسکوئر گاردن، نیویورک، ایالت نیویورک، ایالات متحده آمریکا      | |
| باخت                                  | ۱۸-۵-۲  | جرج فورمن        | ناک‌اوت فنی | ۳    | 18/08/1969 | مدیسن اسکوئر گاردن، نیویورک، ایالت نیویورک، ایالات متحده آمریکا                    | Wepner's eye opened up slightly in the 1st round, and was bad enough by the beginning of the 3rd round to give Foreman a TKO victory. |
| باخت                                  | ۱۸-۴-۲  | خوزه رومن        | PTS        | ۱۰   | 22/06/1969 | Hiram Bithorn Stadium, سان خوآن، پورتوریکو                                         | |
| برد                                   | ۱۸-۳-۲  | Mike Bruce       | PTS        | ۸    | 28/04/1969 | سیکوکس، نیوجرسی، نیوجرسی، ایالات متحده آمریکا                                      | |
| برد                                   | ۱۷-۳-۲  | Roberto Davila   | MD         | ۱۰   | 14/03/1969 | تئاتر هولو در مدیسن اسکوئر گاردن، نیویورک، ایالت نیویورک، ایالات متحده آمریکا      | 5–4, 5–5, 6–4 |
| برد                                   | ۱۶-۳-۲  | Jerry Tomasetti  | ناک‌اوت فنی | ۱    | 13/12/1968 | تئاتر هولو در مدیسن اسکوئر گاردن، نیویورک، ایالت نیویورک، ایالات متحده آمریکا      | |
| برد                                   | ۱۵-۳-۲  | Mert Brownfield  | PTS        | ۱۰   | 09/11/1968 | اسکرانتون، پنسیلوانیا، پنسیلوانیا، ایالات متحده آمریکا                             | |
| برد                                   | ۱۴-۳-۲  | Forest Ward      | ناک‌اوت فنی | ۷    | 28/09/1968 | مدیسن اسکوئر گاردن، نیویورک، ایالت نیویورک، ایالات متحده آمریکا                    | Ward was knocked down three times in the 7th round, triggering an automatic stoppage. |
| برد                                   | ۱۳-۳-۲  | Mike Bruce       | PTS        | ۸    | 20/05/1968 | Plaza Arena, سیکوکس، نیوجرسی، نیوجرسی، ایالات متحده آمریکا                         | |
| برد                                   | ۱۲-۳-۲  | Eddie Vick       | SD         | ۱۰   | 30/04/1968 | والپول، ماساچوست، ماساچوست، ایالات متحده آمریکا                                    | |
| برد                                   | ۱۱-۳-۲  | Clay Thomas      | ناک‌اوت فنی | ۳    | 22/01/1968 | سیکوکس، نیوجرسی، نیوجرسی، ایالات متحده آمریکا                                      | |
| برد                                   | ۱۰-۳-۲  | Charlie Harris   | ناک‌اوت فنی | ۶    | 27/11/1967 | سیکوکس، نیوجرسی، نیوجرسی، ایالات متحده آمریکا                                      | |
| باخت                                  | ۹-۳-۲   | Jerry Tomasetti  | ناک‌اوت فنی | ۵    | 19/07/1967 | مدیسن اسکوئر گاردن، نیویورک، ایالت نیویورک، ایالات متحده آمریکا                    | |
| برد                                   | ۹-۲-۲   | Don McAteer      | ناک‌اوت فنی | ۵    | 28/04/1967 | Armory, جرزی سیتی، نیوجرسی، ایالات متحده آمریکا                                    | Won vacant USA New Jersey State heavyweight title. McAteer was a last minute sub. |
| برد                                   | ۸-۲-۲   | Dave Centi       | PTS        | ۶    | 21/10/1966 | مدیسن اسکوئر گاردن، نیویورک، ایالت نیویورک، ایالات متحده آمریکا                    | |
| برد                                   | ۷-۲-۲   | Johnny Deutsch   | ناک‌اوت     | ۶    | 03/08/1966 | اسکرانتون، پنسیلوانیا، پنسیلوانیا، ایالات متحده آمریکا                             | |
| برد                                   | ۶-۲-۲   | Cleo Daniels     | PTS        | ۶    | 06/04/1966 | Westchester County Center, وایت پلینز، نیویورک، ایالت نیویورک، ایالات متحده آمریکا | |
| برد                                   | ۵-۲-۲   | Jerry Tomasetti  | PTS        | ۶    | 22/02/1966 | Sunnyside Gardens, Sunnyside, کویینز، ایالت نیویورک، ایالات متحده آمریکا           | |
| باخت                                  | ۴-۲-۲   | Buster Mathis    | ناک‌اوت فنی | ۳    | 17/01/1966 | مدیسن اسکوئر گاردن، نیویورک، ایالت نیویورک، ایالات متحده آمریکا                    | Wepner was knocked down in the 1st round. |
| باخت                                  | ۴-۱-۲   | Bob Stallings    | PTS        | ۶    | 19/10/1965 | Sunnyside Gardens, Sunnyside, کویینز، ایالت نیویورک، ایالات متحده آمریکا           | |
| Draw                                  | ۴-۰-۲   | Everett Copeland | PTS        | ۶    | 23/03/1965 | Sunnyside Gardens, Sunnyside, کویینز، ایالت نیویورک، ایالات متحده آمریکا           | |
| برد                                   | ۴-۰-۱   | Ray Patterson    | SD         | ۶    | 19/01/1965 | Sunnyside Gardens, Sunnyside, کویینز، ایالت نیویورک، ایالات متحده آمریکا           | Patterson was knocked down in the 2nd round. |
| برد                                   | ۳–۰–۱   | Jerry Tomasetti  | PTS        | ۴    | 18/12/1964 | مدیسن اسکوئر گاردن، نیویورک، ایالت نیویورک، ایالات متحده آمریکا                    | |
| Draw                                  | ۲–۰–۱   | Everett Copeland | PTS        | ۶    | 27/10/1964 | Sunnyside Gardens, Sunnyside, کویینز، ایالت نیویورک، ایالات متحده آمریکا           | |
| برد                                   | ۲–۰     | Rudy Pavesi      | PTS        | ۴    | 14/08/1964 | مدیسن اسکوئر گاردن، نیویورک، ایالت نیویورک، ایالات متحده آمریکا                    | |
| برد                                   | ۱–۰     | George Cooper    | ناک‌اوت     | ۳    | 05/08/1964 | City Stadium, بایون، نیوجرسی، نیوجرسی، ایالات متحده آمریکا                         | |